# Slavomir Gvozdenovici
Slavomir Gvozdenovici (n. 10 martie 1953, com. Belobreșca, județul Caraș-Severin) este un politician român de etnie sârbă, reprezentant al acestei minorități în Parlamentul României în cadrul grupării Uniunea Sârbilor din România.
A debutat în 1967 în ziarul timișorean Pravda/ Dreptatea (unde a lucrat până în 1983 când, din cauza bolii și a necazurilor politice de atunci, s-a pensionat), cu o recenzie despre poezia confraților săi Ivo Munteanu/ Ivo Muncan și Drago Mirianici/ Drago Mirjanic. Milenovici este un autor cu operă bogată, aceasta cuprinzând peste douăzeci de volume publicate începând cu 1970 (Culegătorii înălțimilor, versuri și proză): 9 cărți de poezie (dintre care una publicată în Serbia - Pasărea de pe creanga ruptă, Novi Sad, 1996 și una tradusă în românește de Carmen Blaga și Lucian Alexiu, intitulată 7 incantații pentru femeie, piatră și vânt, Timișoara, 1992), 6 romane (Castelul fără acoperiș, 1977, Violete, 1982, Vremea înălțării zmeilor, 1997, Îngeri în ceață, 1998, Vulturii zboară înalt, 2000 și Calea platanelor triste, 2001) și 6 volume de proză scurtă sau nuvele.
Despre Cedomir Milenovici (membru al Uniunilor Scriitorilor din Romania și Serbia) au scris (în volume sau în ziare și reviste) critici literari sârbi și români, "în ambele țări de cititori" (sintagma îi aparține lui Nichita Stănescu) și în "ABC THE NEWS" (Australia). Despre valoarea lui spun ceva și recepțiile oficiale, premiile și distincțiile pe care le-a primit acest autor: Premiul Uniunii Scriitorilor din România (1975), Premiul din fondul literar "Vladimir Ciocov" (1989), Premiul literar sârbesc (1991, 1995, 2000), Premiul Filialei din Timișoara a Uniunii Scriitorilor din România (1992, 1998) și Premiul Uniunii Sârbilor din Dortmund - Fundația "Petar Kocic (1998, 2003). Milenovici trăiește ca scriitor liber profesionist la Timișoara.
"La Timișoara nu știm cât suntem în realitate și cât în literatură; același sentiment îl avem și când citim versurile lui Slavomir Gvozdenovici, scriitor care nu a devenit ocazional cel mai vizibil nume dintre poeții sârbi și muncitorii naționali în Romania, ci în întreaga risipire a sârbilor în lume", a rostit în 1997 academicianul Matija Beckovic, unul dintre cei mai importanți poeți sârbi în viață, despre poetul Slavomir Gvozdenovici/ Slavomir Gvozdenovic, un glas unic în graiul sârbilor din țara lui Eminescu. Roadele evidente ale efortului său artistic sunt numeroase: 18 volume de poezii (3 traduse în românește de Lucian Alexiu, cu care autorul a realizat multe traduceri din literatura țării lui Njegos și Branko), un volum cu însemnări de călătorie (Chicago, America și Ziua lui Vid, apărută în America, în 2003), 8 antologii din creația confraților săi publicate, cele mai multe, în țara de origine și una în românește, realizată împreună cu Lucian Alexiu: Porumbel de argilă. Poeții sârbi din România, București, 1998), precum și 6 traduceri în românește (majoritatea în colaborare). Slavomir Gvozdenovici a debutat literar cu poezia Pere în 1968, la Ziarul bănățean, debutând editorial cu volumul Aripi și puțin foc, București, 1975. Poezia lui este tradusă în română, rusă, engleză, franceză, germană, maghiară, italiană, ucraineană, slovacă și macedoneană. Este cel mai prezent autor al acestei literaturi în spațiul său natal, precum și în diaspora sârbă (unde ocupă și funcții importante). A publicat zece cărți în Serbia, Republica Srpska și America. Acest poet apare aproape obligatoriu în multe antologii de poezie sârbă în țara de origine sau în străinătate, participă la cele mai mari festivaluri de poezie și întâlniri ale scriitorilor în țară sau peste hotare.
Ca antologator, este printre primii din graiul său care a dat o atenție specială poeziei pentru copii. Nu numai ca unul dintre puținii care scriu și acest gen de poezii, ci și ca autor al unei antologii publicate în Serbia, sub titlul Din camera copilului (1993). Ca poet și om de cultură a primit numeroase premii, atât în Romania (Premiul USR, 2000, 2003), cât și peste hotare - la Festivalurile internaționale de poezie de la Bor (1988), Crvenka (1997), Ni? (1989), la care se adaugă Premiul Uniunii Scriitorilor din Republica Srpska, în 1995, Medalia pentru merite deosebite a Uniunii Mondiale a Sârbilor (Geneva-Beograd, 1998) și multe altele.
Această personalitate a culturii și literaturii sârbe, pe lângă misiunea sa de poet, îndeplinește alte servicii importante: conduce o revistă literară a sârbilor din România, Knjijevni jivot/ Viața literară (din 1985), din 1992 este deputat în Parlamentul României, din 1996 predă la Catedra de limbă sârbă a Universității de Vest din Timișoara. Perfecționarea sa ca om de știință a fost confirmată și prin susținerea tezei de doctorat la Universitatea din București, cu tema Limba și stilul în poezia lui Vasko Popa (2000).